# 曼努埃尔·阿维拉·卡马乔
曼努埃尔·阿维拉·卡马乔（西班牙語：Manuel Ávila Camacho，發音：[maˈnwel ˈaβila kaˈmatʃo]，1897年4月24日—1955年10月13日）是墨西哥政治家、军事家，曾于1940年至1946年间担任墨西哥总统。
他在墨西哥革命中扮演的重要角色以及在革命期间作为参谋长与拉萨罗·卡德纳斯将军的密切关系使他成为革命后的墨西哥领导人， 并被墨西哥人称为“绅士总统”。 在职期间，他主张“团结、调节、温和的政策”， 让墨西哥政治从军政体制转向文职政府，结束了对抗性的反教权政策，停止推动社会主义教育，还在二战期间恢复了与美国的友好关系。 

## 早年生活
曼努埃尔·阿维拉生于普埃布拉州特休特兰的一个中产阶级家庭，父亲是曼努埃尔·阿维拉·卡斯蒂略，母亲是尤弗丽希娜·卡马乔·贝霍。 他的亲属包括一位有强控制欲的哥哥马克西米诺·阿维拉·卡马乔，姐姐玛丽亚·赫维塔·阿维拉·卡马乔和几个弟弟；其中，马克西米诺·阿维拉·卡马乔和拉斐尔·阿维拉·卡马乔曾担任普埃布拉州州长。
曼努埃尔·阿维拉·卡马乔曾在国立预科学校学习，但没有获得大学学位。

## 早期职涯

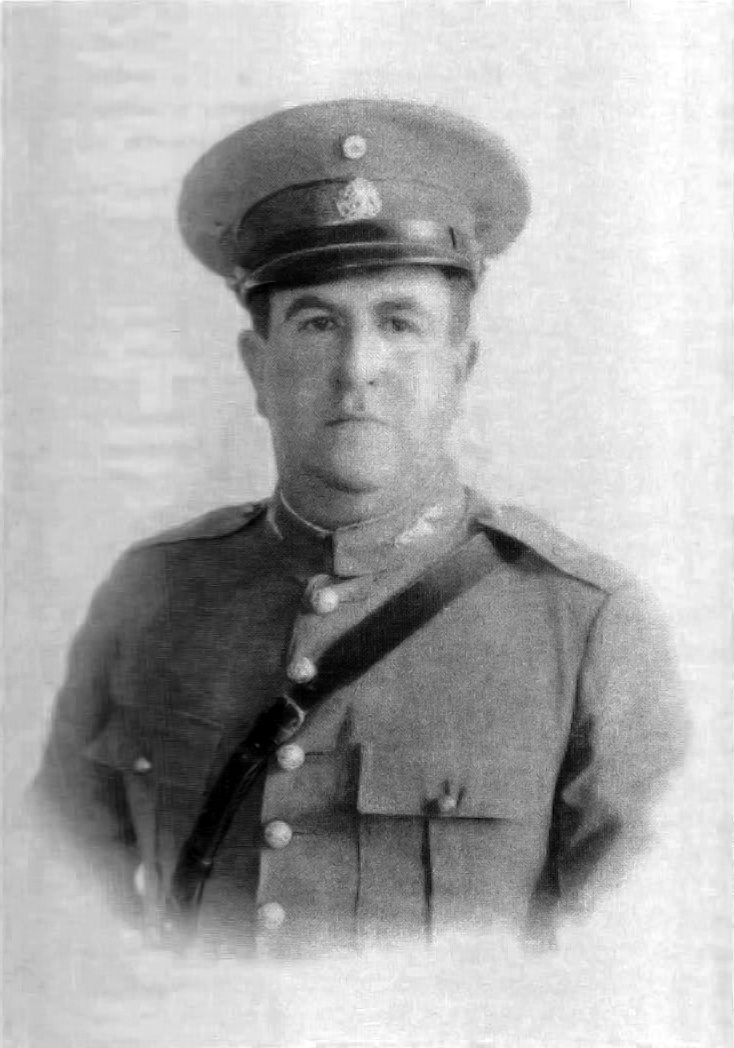
曼努埃尔·阿维拉·卡马乔将军

他在1914年加入革命军并担任少尉，随后于1920年晋升为上校。同年，他在拉萨罗·卡德纳斯麾下担任米却肯州参谋长并成为了卡德纳斯的好友。1923年，他镇压了革命军将军阿道夫·德拉韦尔塔的叛乱。1929年，他在卡德纳斯领导下镇压埃斯科巴叛乱，并于同年获准将军衔。
1925年，他与索莱达·奥罗斯科·加西亚（1904-1996）结婚，后者生于哈利斯科州萨波潘，是当地一个显赫家族的一员。
结束军旅生涯后，卡马乔于 1933 年以国防书记处执行官的身份进入公众视野，并于 1937 年成为国防部长。 1940年，他被提名为墨西哥革命党的总统候选人，并在之后被选为墨西哥总统。在这场有争议的选战中，卡马乔击败了革命将领、右翼候选人胡安·安德鲁·阿尔马赞。

## 总统任期

### 终结政教冲突

革命制度党的标志

卡马乔自视为天主教徒，曾说过“我是一名虔信者。”自革命以来，所有总统都曾反对教权。 但在卡马乔任期终，墨西哥天主教会与墨西哥政府的冲突基本结束。

### 对内政策

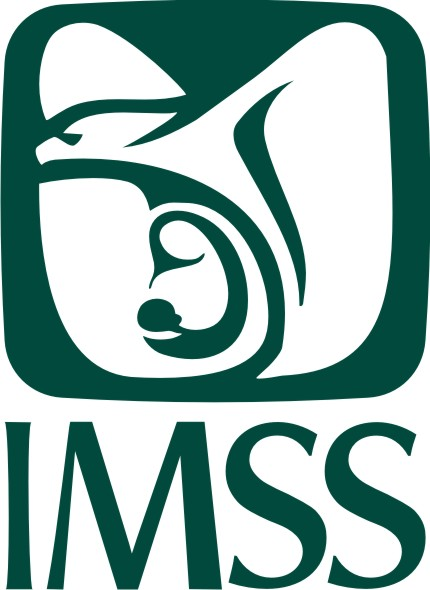
墨西哥社会保障机构徽标

1943 年，他建立了墨西哥社会保障机构(IMSS)以保护工人阶级。他致力于减少文盲、继续推行土地改革，并宣布冻结租金从而造福低收入人群。
他推行选举体制改革，并在1946年通过了新选举法，该法案让极右翼和极左翼反对党难以合法运行。法案规定，任何政治组织必须满足下列条件才能被承认为政党：
- 在至少10个州中拥有至少10,000名活跃会员；
- 在选举前至少存在三年；
- 支持宪法的原则；
- 不与外国政党、国际组织存有联盟、隶属关系。 [8]

1946年1月18日，他将墨西哥革命党 (PRM) 更名为革命制度党(PRI)，赋予了它延续至今的名称。墨西哥军队曾经是隶属于墨西哥革命党的一个部门，但在革命制度党建立后脱离了党组织。 
经济上，他热衷于推行工业化，尽管这只让极少数人受益并加剧了贫富差距。第二次世界大战对墨西哥工业的刺激让其产值在1940年至1945年间年均增长约10%，而墨西哥提供的原材料助推了美国的军工产业。
在农业方面，他请洛克菲勒基金会引入了绿色革命技术以提高墨西哥的农业生产力。 
在教育方面，卡马乔终结了拉萨罗·卡德纳斯推行的社会主义教育政策，并要求废除为此授权的宪法修正案。 

### 对外政策

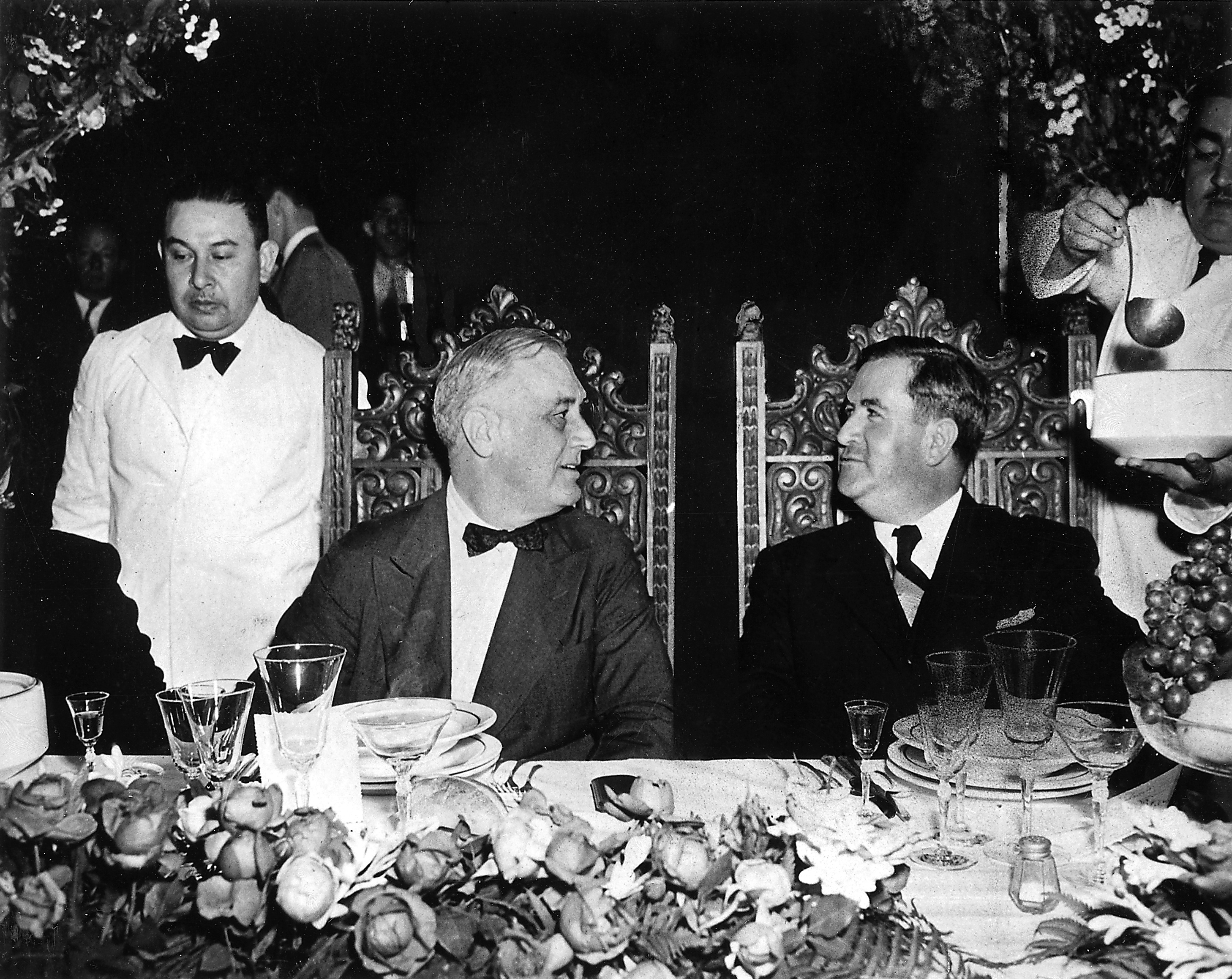
曼努埃尔·阿维拉·卡马乔在蒙特雷与美国总统富兰克林·罗斯福共进晚餐。

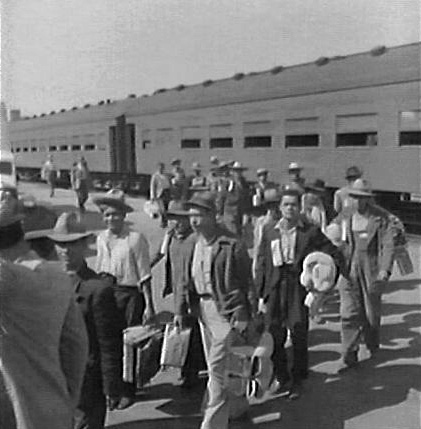
1942年，第一批体力劳工乘火车抵达加利福尼亚州洛杉矶。多萝西娅·兰格摄。

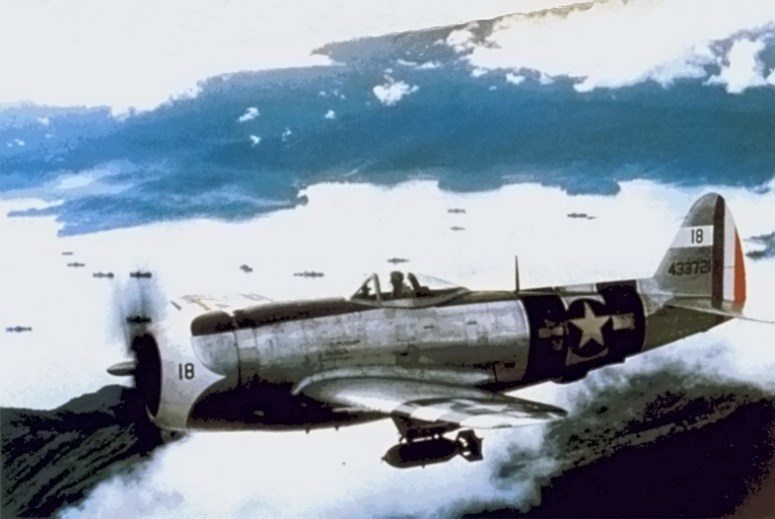
二战中墨西哥为同盟国提供的军事援助——201中队

卡马乔面临在二战期间执政的巨大困难。在墨西哥的两艘运油船（ Potrero del Llano和Faja de Oro ）在墨西哥湾被德国潜艇摧毁后， 卡马乔于1942年5月22日向轴心国宣战。墨西哥在二战中的参与基本上仅限于派第 201空军中队与日本作战，该中队内有约300名士兵，他们在德克萨斯州接受训练后于1945年3月27日被派往菲律宾。1945年6月7日，中队开始执行作战任务，并参加了吕宋岛战役。战争结束时，已有5名墨西哥士兵在战争中丧生。尽管参战时间很短，但属于战胜国的墨西哥获得了参加战后国际会议的权利。 
在二战中加入同盟国使美墨关系得以改善。战争期间，墨西哥为美国提供原材料，并根据体力劳工计划提供了约300,000名劳工以填补服兵役的美国劳工的职位。墨西哥还恢复了在拉萨罗·卡德纳斯担任总统期间一度中断的与英国和苏联的外交关系。1945年，墨西哥签署了《联合国宪章》 ，此后于1946年成为了美洲战争-和平问题会议的总部。 
在他就任前持续了几十年的美墨冲突在他的任期内得到了顺利解决，特别是二战前期。美国向墨西哥提供了财政援助，用于改善铁路交通系统、建设泛美公路。此外，墨西哥的外债有所减少。 

## 晚年生活
他的任期于1946年结束，此后卡马乔退休并在自家的农场工作。 

## 奖项
- 1945年，带有特别绶带的中华民国卿云勋章[18]
- 波兰流亡政府：白鹰勋章

## 延伸阅读
- Camp, Roderic Ai（英语：Roderic Ai Camp）. Mexican Political Biographies. Tucson, Arizona: University of Arizona, 1982.
- Krauze, Enrique（英语：Enrique Krauze）. Mexico: Biography of Power. New York: Harper Collins 1997, chapter 17: "Manuel Ávila Camacho: The Gentleman President", pp. 491–525.
- Medina, Luis. Historia de la Revolución Mexicana, periodo 1940-1952: Del cardenismo al avilacamachismo. Mexico City: Colegio de México 1978.